# Petropavlovsk-Kamčatski
Petropavlovsk-Kamčatski [petropávlovsk-kamčátski] (rusko Петропа́вловск-Камча́тский) je upravno, industrijsko, znanstveno in kulturno središče ruskega polotoka Kamčatka, oziroma Kamčatskega okraja. Po podatkih iz leta 2010 je imelo mesto 194.431 prebivalcev, sovjetski popis iz leta 1989 pa navaja 268.747 prebivalcev. Večino prebivalstva predstavljajo Rusi. Mesto ima več prebivalcev kot oba sosednja subjekta (Magadanska oblast in Čukotka).

## Zgodovina
Petropavlovsk-Kamčatski je ustanovil raziskovalec Vitus Bering, ki je leta 1740 plul po zalivu Avača in položil temeljni kamen za petropavlovsko pristanišče, ki je imenovano po dveh njegovih ladjah, Sv. Petru in Sv. Pavlu, zgrajenih v Ohotsku za njegovo drugo odpravo. Med Krimsko vojno je pristaniška trdnjava med obleganjem mesta s strani angleško-francoskih sil zdržala napad in se ni predala.
Petropavlovsk je bil v 20. stoletju, v času Sovjetske zveze pomemben vir rib (predvsem lososov) in rakov. Po padcu Sovjetske zveze so oblasti lov prepustile tujim interesentom. Mesto se nahaja na hribovitem obalnem predelu in je obkroženo z vulkani. Nasproti mesta, preko zaliva Avača, se nahaja največje rusko podmorniško oporišče Ribači (lokacija in satelitski posnetki: 52,92 N, 158,49 E), ustanovljeno v sovjetskih časih, ki ga zdaj uporablja Tihooceanska flota Ruske vojne mornarice.
Podnebje je subarktično (Köppen Dfc), povprečne letne padavine pa znašajo okrog 860 mm/m2 ali približno trikrat več od povprečja v Sibiriji, večinoma v obliki snega. Zime so toplejše kot v Sibiriji, povprečne januarske temperature znašajo okrog -7,3, najvišje letne pa okrog 20 °C (julij).
V mestu se je razvila tudi turistična infrastruktura. Okrog dvajset velikih turističnih podjetij nudi široko paleto aktivnosti, od lova na medvede do padalstva. Petropavlovsk-Kamčatski je drugo največje mesto na svetu brez cestne povezave (na prvem mestu je Iquitos, Peru), zaradi česar je potovanje izjemno drago, vendar razmeroma popularno zaradi izjemne lepote kamčatske pokrajine. V mestu je tudi letališče Jelizovo.

## Galerija
- Petropavlovsk in vulkan Korjakski, pogled iz zaliva Avača
- Leninov trg
- Pogled na vulkan Korjakski, oktober 2005
- Vulkan Avačinski, pogled iz mesta